# Sauce Gardner
Pour les articles homonymes, voir Gardner.
(en) Statistiques sur pro-football-reference
Sauce Gardner, né Ahmad Gardner le 31 août 2000 à Détroit, est un joueur américain de football américain qui évolue au poste de cornerback. Il a été sélectionné en quatrième position de la draft 2022 de la NFL par les Jets de New York.

## Biographie
Ahmad Gardner est recruté par les Bearcats de Cincinnati en 2019 comme un joueur universitaire ordinaire. Le cornerback s'impose comme un joueur défensif talentueux. Physique, il termine sa carrière universitaire sans qu'un receveur n’ait réussi à marquer un touchdown contre lui. Après trois saisons avec les Bearcats, marquées par deux titres en AAC et une participation en phase finale du championnat national, Gardner se présente à la draft 2022 de la NFL. Le jeune joueur impressionne les recruteurs lors des essais et interviews d'avant-sélection.
Sélectionné par les Jets de New York en quatrième position lors de la draft 2022 de la NFL, « Sauce » est un joueur clef dans le bon début de saison de l'équipe new-yorkaise avec cinq victoires pour deux défaites. Malgré une deuxième partie de saison plus compliquée pour la franchise, ses performances lui valent d'être désigné rookie défensif de l'année.